# Castelvetrano

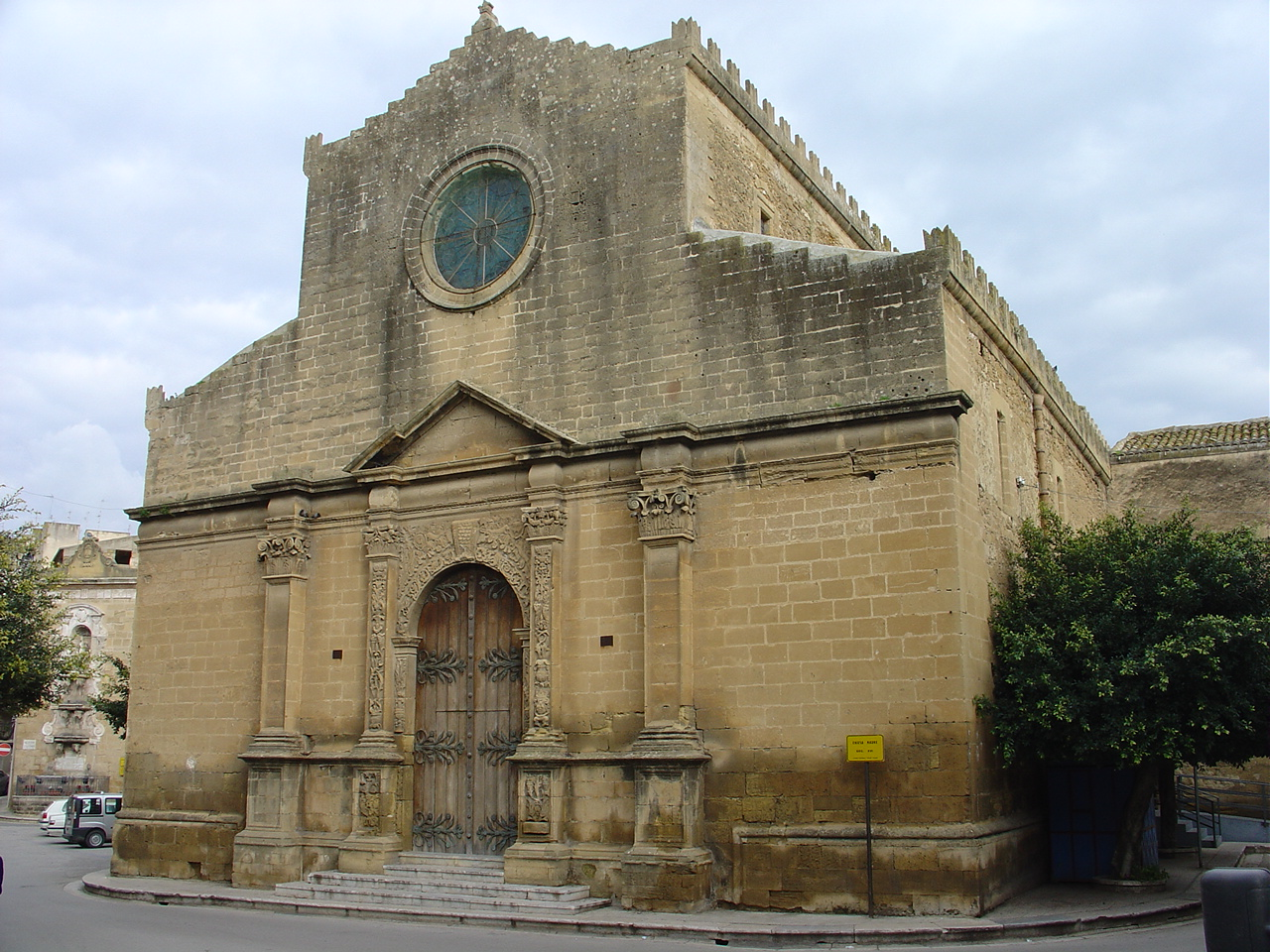
Chiesa Madre

Castelvetrano (tiếng Sicilia: Castedduvitranu) là một đô thị ở tỉnh Trapani, Sicilia, Italia. Địa điểm khảo cổ Selinunte nằm ở đô thị này.
Castelvetrano có các đơn vị trực thuộc: Marinella di Selinunte và Triscina di Selinunte
Địa điểm khảo cổ Selinunte nằm ở đô thị này.